# Ekavski govor
Ekavski govor jedan je od govora slavenskih jezika.
Karakterizira ga to što se staroslavenski glas jat odrazio kao e.
Ekavski govor nije svojstven za određeni jezik ni za određeno narječje; nalazi se u većini slavenskih jezika i njihovim narječjima.
Južnoslavenski jezici u kojima se službeno koristi ekavica su srpski, slovenski i makedonski.

## Rasprostranjenost
Ekavski i eikavski refleks jata u hrvatskim govorima zastupljen je u oko 25% govornih dijalekata od čega apsolutno prevladava specifični hrvatski "e" eikavski jat.
- Hrvatski ekavski govori štokavskog narječja rasprostiru se u sjevernoj Slavoniji (slavonska Podravina) koji su dio slavonskog šćakavskog dijalekta, te na kranjem istoku Hrvatske u gradu Iloku. "Ekavština" u podravskom dijelu slavonskog dijalekta je drugi glas od hr. standardnog [e], ẹ (zatvoreno e), koje je glas između standardnog [e] i [i]
- Hrvatski ekavski govori čakavskog narječja obuhvaćaju istočnu Istru te zapadni Kvarner s otocima Cres i Lošinj, ovi govori spadaju pod sjevernočakavski dijalekt, te Buzetski govor koji spada pod gornjomiranski čakavski dijalekt. Ovdje se dijelom uklapaju i čakavski govori sjevera Kvarnera, Gacke i Pokuplja), koji spadaju pod srednjočakavski dijalekt, a koji su poluekavski po pravilu Jakub-Meyera. "Ekavština" u Buzetskom govoru je drugi glas od hr. standardnog [e], ẹ (zatvoreno e), koje je glas između standardnog [e] i [i]
- Hrvatski ekavski govori kajkavskog narječja obuhvaćaju većinu kajkavskih govora i rasprostiru se u središnjoj i sjeverozapadnoj Hrvatskoj. "Ekavština" u tim govorima je drugi glas od hr. standardnog [e], ẹ (zatvoreno e), koje je glas između standardnog [e] i [i]

Većinom su ti govori (osim iločkih i sjeverno čakavskih) zapravo drugog refleksa jata, ẹ (zatvoreno e), koje je samoglasnik između [e] i [i], no ne postoji u hrvatskom standardu. U hrvatskom jezikoslovlju se taj glas (zatvoreno e) naziva i neizmijenjeni jat zbog činjenice da je to bila originalna izgovorna vrijednost jata svih hrvatski govora.